# Christian Freksa

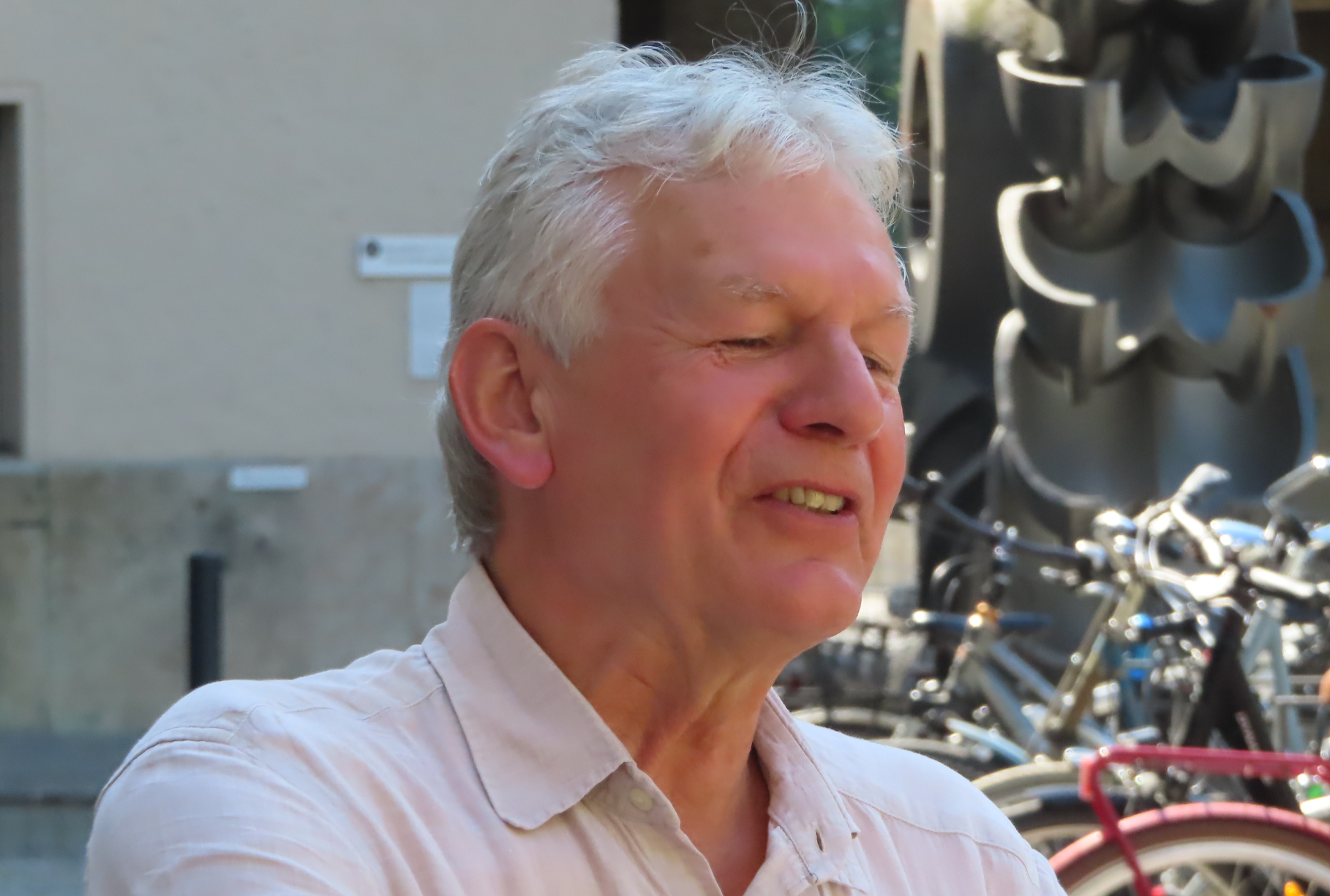
Christian Freksa 2019

Christian Freksa (* 26. Juni 1950 in Offenhausen, Württemberg; † 12. November 2020 in Münsing) war ein deutscher Informatiker und Professor für Künstliche Intelligenz und Informatik mit inhaltlichem Schwerpunkt auf zeitliche und räumliche Kognition. Er war Direktor des Bremen Spatial Cognition Center der Universität Bremen und Co-Direktor des International Lab for Local Capacity Building. Die Europäische Vereinigung für künstliche Intelligenz (EurAI) ernannte ihn zum Fellow und er war Mitglied des Hochschulrats der Universität Osnabrück.

## Leben
Christian Freksa war der Sohn von Hans Friedrich-Freksa. Er studierte Mathematik und Informatik in München und Computer Science bzw. Artificial Intelligence in San Francisco und Berkeley. Schon im Rahmen seines Studiums hatte er engen Kontakt zu Forschern der Künstlichen Intelligenz und Kognitionswissenschaften in Stanford, Berkeley und am SRI. 1981 hat er zum Thema „Linguistic Pattern Characterization and Analysis“ an der UC Berkeley bei Lotfi Zadeh promoviert.
Danach arbeitete Freksa in München in verschiedenen Positionen. Er forschte über die Diagnostik von Schlaf am Max-Planck-Institut für Psychiatrie im Bereich Wissensrepräsentation, Qualitative Erfassung, Verarbeitung und Nutzung subjektiver Beobachtungen in der Diagnostik. In der Arbeitsgruppe von Wolfgang Bibel an der TU München arbeitete an der Repräsentation von Wissen im Rahmen des LOKI Projekts, das durch die Europäische Union gefördert wurde. Da zur damaligen Zeit in München wenig Interesse an Künstlicher Intelligenz bestand, gründete er zusammen mit Ulrich Furbach und Gerhard Dirlich das Münchner Intellektik Komitee (MIK), ein interdisziplinäres Diskussionsforum über Künstliche Intelligenz und Kognitionswissenschaften. 1986 wechselte er innerhalb der TU München (als Akad. Rat) an den Lehrstuhl Theoretische Informatik und Grundlagen der Künstlichen Intelligenz von Wilfried Brauer, wo er die Forschungsgruppe KI/Kognition leitete.
1991 wurde Freksa als Professor für Informatik an die Universität Hamburg berufen, und ab 2002 war er Professor für Kognitive Systeme an der Universität Bremen. Dort initiierte er zunächst das International Quality Network (IQN) für Raumkognition. Von 2003 bis 2014 war er Sprecher des von der Deutschen Forschungsgemeinschaft geförderten Sonderforschungsbereichs SFB/TR 8 Spatial Cognition an den Universitäten Bremen und Freiburg. Seit 2014 leitete er das Bremen Spatial Cognition Center als Direktor. In seiner Forschungstätigkeit konzentrierte sich Freksa in dieser Zeit auf die Entwicklung eines innovativen Ansatzes zur Modellierung der Interaktion intelligenter Lebewesen und technischer Systeme mit ihrer Umgebung. Bei dieser Strong Spatial Cognition genannten Herangehensweise wird weitgehend auf die formale Repräsentation von Weltwissen verzichtet; stattdessen operieren intelligente Agenten in enger sensomotorischer Kopplung direkt mit ihrer Umgebung.

## Veröffentlichungen
- Qualitative spatial reasoning, in Cognitive and linguistic aspects of geographic space, Springer Verlag, S. 361–372, 1991.
- Temporal reasoning based on semi-intervals, Artificial Intelligence (54) 1–2, S. 199–227, 1992.
- Using orientation information for qualitative spatial reasoning, in Theories and methods of spatio-temporal reasoning in geographic space, Springer Verlag, S. 162–178, 1992.
- mit K. Zimmermann: Qualitative spatial reasoning using orientation, distance, and path knowledge, in Applied intelligence 6 (1), Kluwer Academic Publishers, 1996.
- mit D. Mark, S. Hirtle, R. Lloyd und B. Tversky: Cognitive models of geographical space, in International journal of geographical information science 13 (8), Taylor & Francis Group, S. 747–774, 1999.